# Улица Станиславского (Ростов-на-Дону)
У́лица Станисла́вского — одна из центральных улиц Ростова-на-Дону. Прежние наименования: Почтовая улица до 1920 года, с 1920 года до апреля 1934 года Старопочтовая улица, с апреля 1934 года по 10 декабря 1938 года — улица Гольмана, с 10 декабря 1938 года по 27 января 1939 года — Старопочтовая улица.
Находится в центре города и является одной из старейших его улиц. Берёт начало на площади 5-го Донского корпуса и заканчивается на пересечении с Театральным проспектом, пересекаясь с 23 улицами города. На всём протяжении улицы Станиславского уложено трамвайное полотно.

## История

Информационная табличка

В начале XIX века эта улица была центральной городской. Первоначальное название — Почтовая. Это была одна из самых оживлённых продольных улиц, на которой находилась первая городская почтовая станция. Скопление пассажиров и людей, многочисленные почтовые и пассажирские кареты, а также возки, придавали улице особый колорит. Потом, с 1920 года она называлась Старопочтовой.
В апреле 1934 года была Старопочтовая улица решением Ростовского Горсовета была переименована в улицу Гольмана. Это было сделано в честь увековечивания памяти Ивана Дмитриевича Гольмана (1873—1934). Гольман занимал различные руководящие посты, был заместителем председателя президиума Кубанского совета профсоюзов, ответственным секретарем Кавказского бюро ВЦСПС, с ноября 1920 года — заместителем председателя Донского облисполкома, одновременно, с ноября 1924 года Иван Гольман стал председателем Донского Окружного Совета по Ростово-Нахичеванскому горсовету.
10 декабря 1938 года этой улице было возвращено старое имя Старопочтовая. 27 января 1939 года Ростовский горсовет переименовал её в улицу Станиславского.
В 2017—2018 годах в преддверии Чемпионата мира по футболу была проведена масштабная реконструкция улицы. В ходе работ был обнаружен древний некрополь меотов возрастом около 2000 лет.

Памятные доски
На доме № 100
На доме № 120
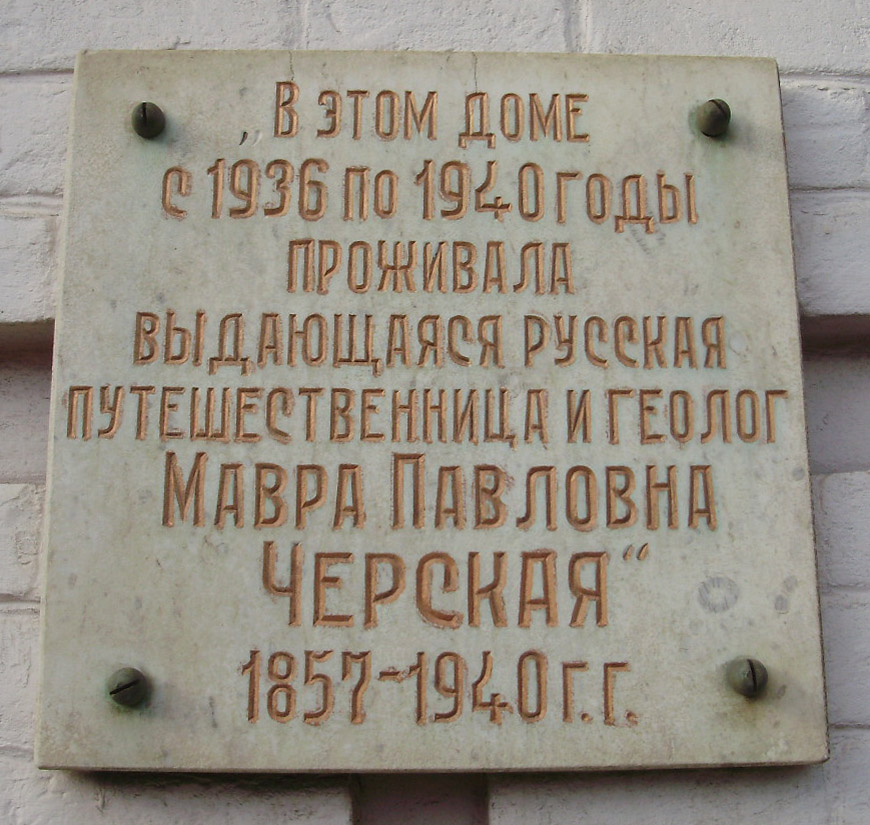
На доме № 133

## Транспорт
По улице Станиславского осуществляется движение общественного транспорта:
- трамвайных маршрутов № 1: Главный ЖД-вокзал — Госпиталь Ветеранов войны и № 4: Главный ЖД-вокзал — Сельмаш;
- отправление автобусных маршрутов в город Батайск (№ 211, 213, 214) (на отрезке улицы Станиславского от проспекта Соколова до Ворошиловского проспекта).

Движение транспорта, кроме трамваев запрещено на участке от проспекта Будённовского до проспекта Семашко.

## Галерея

Виды улицы
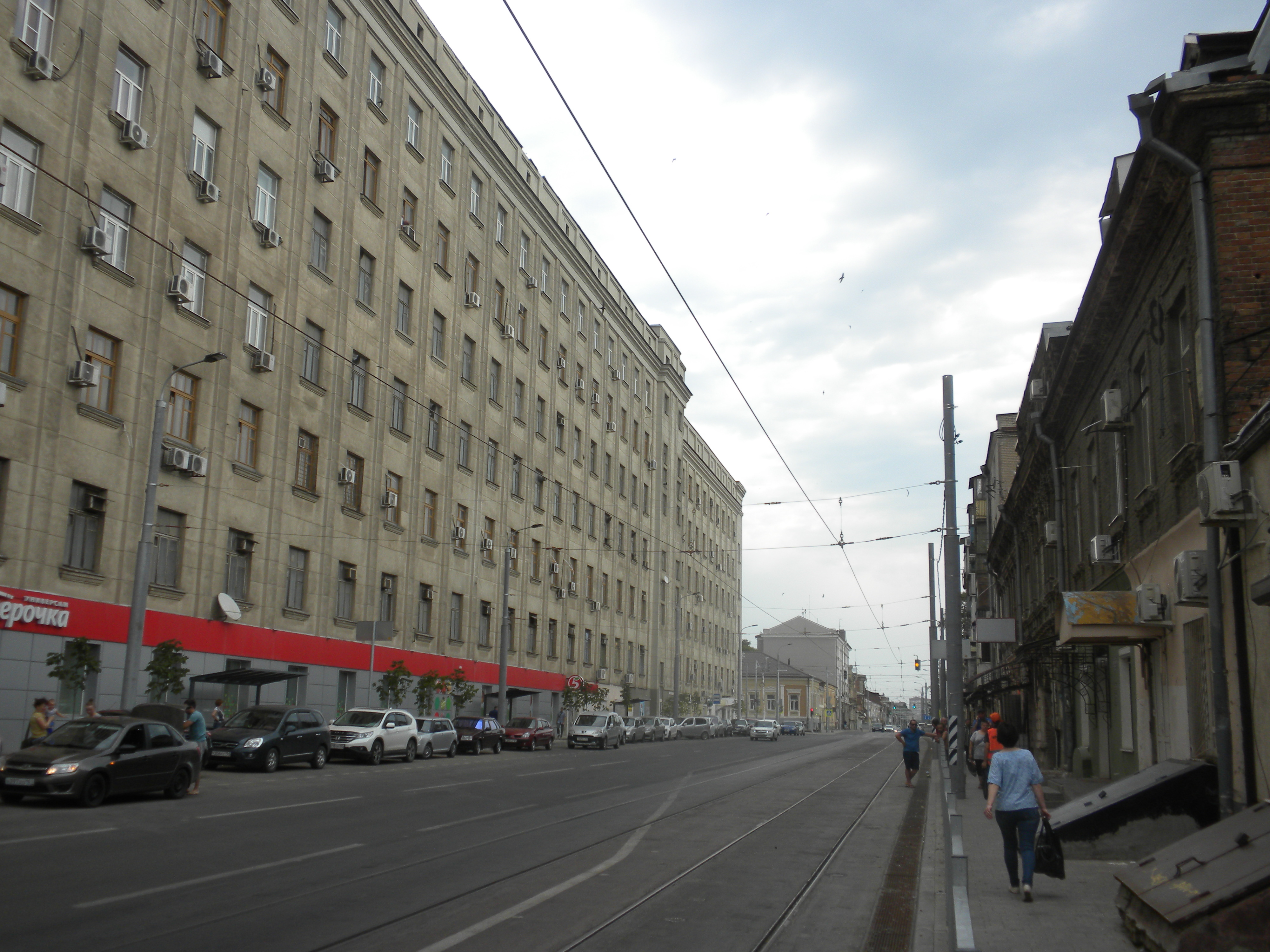
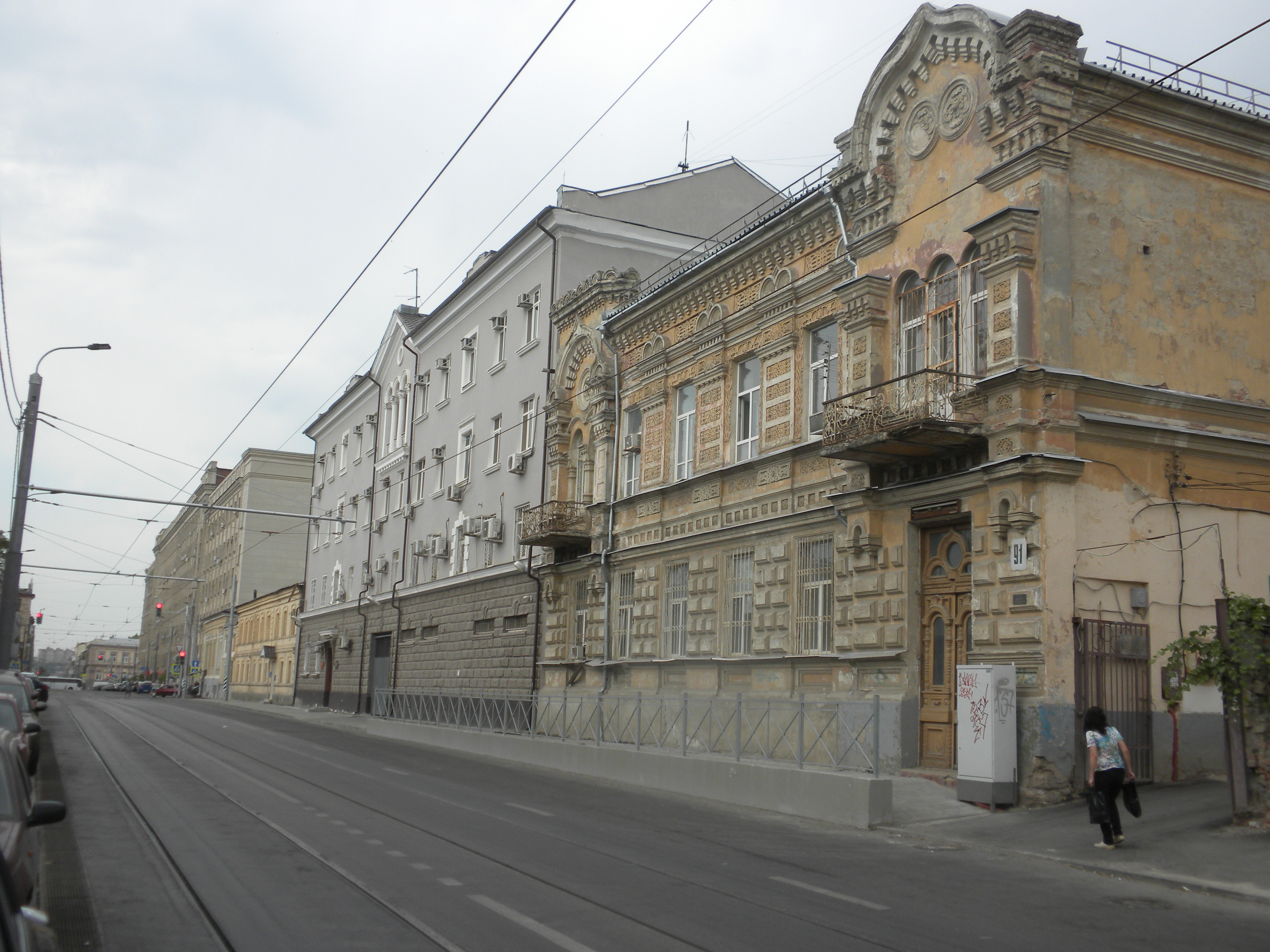
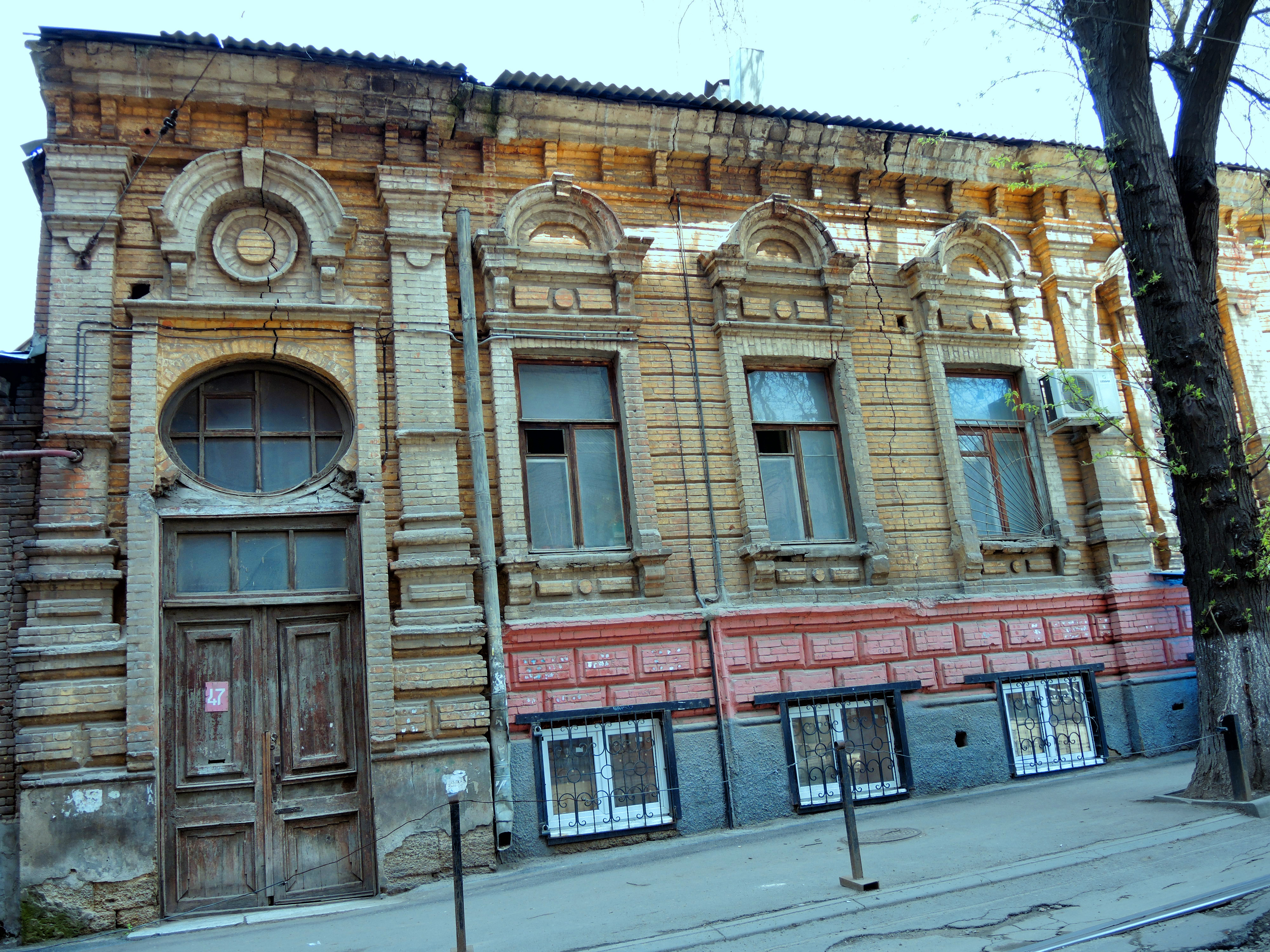
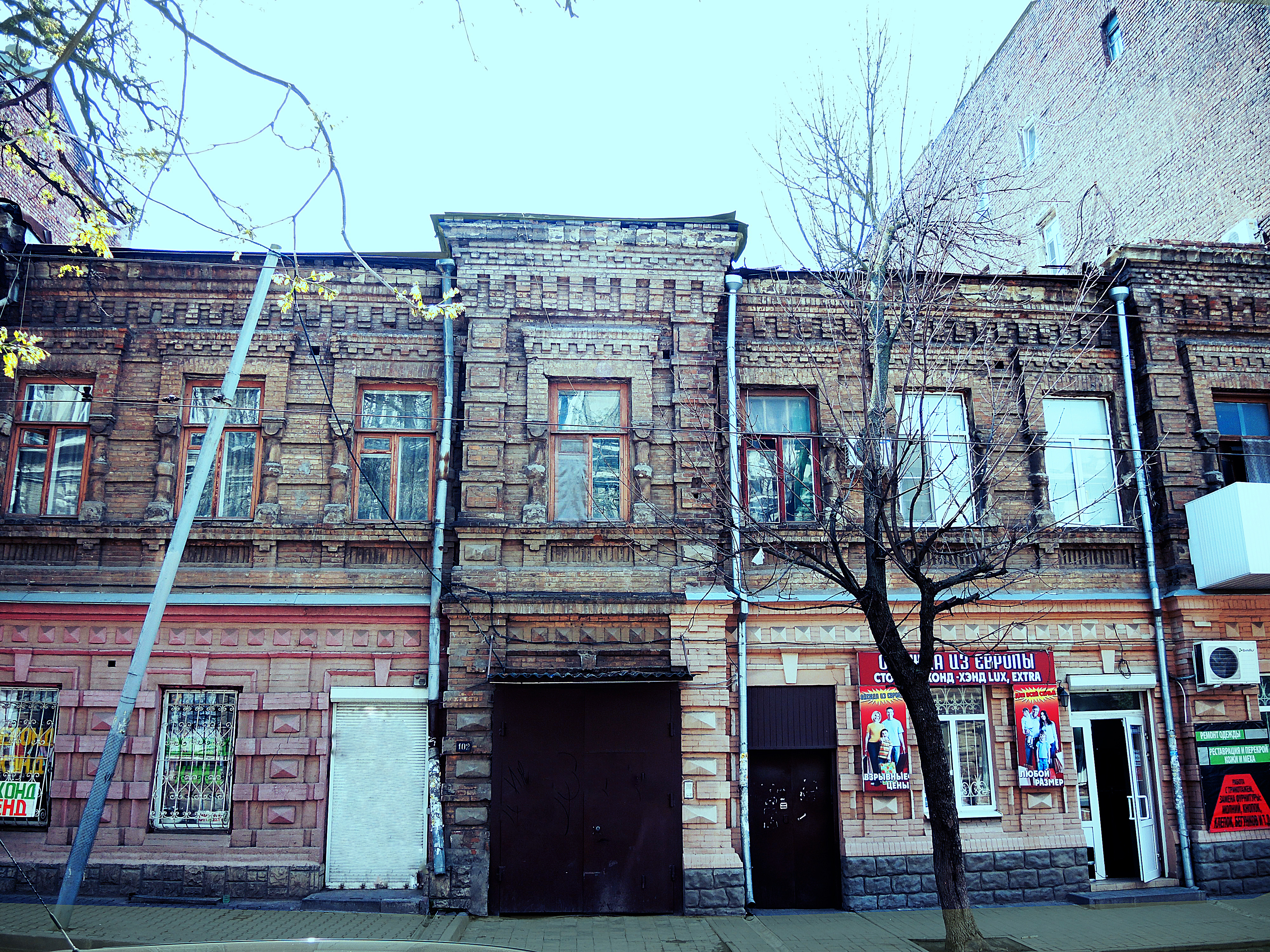
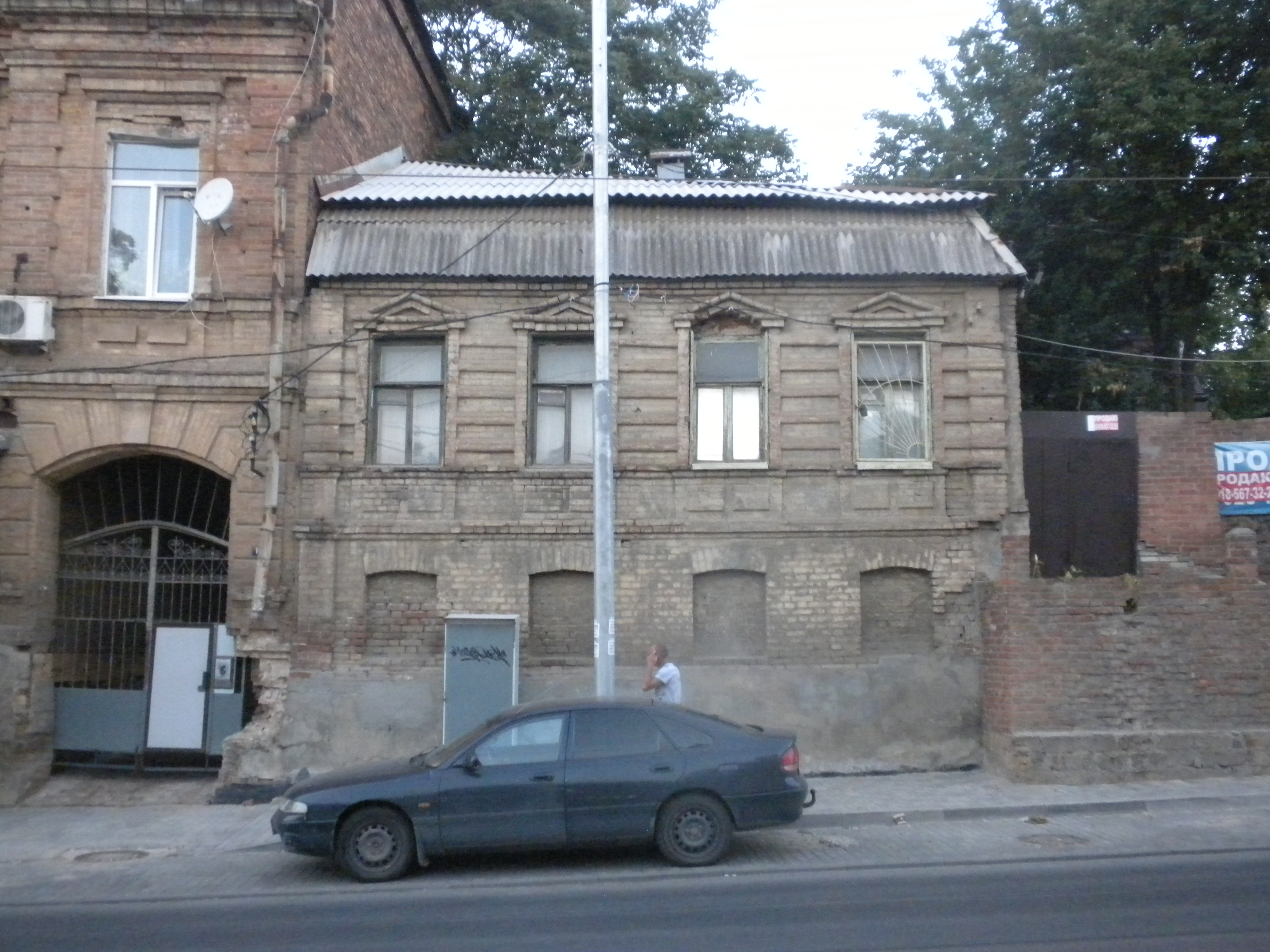

## Известные жители

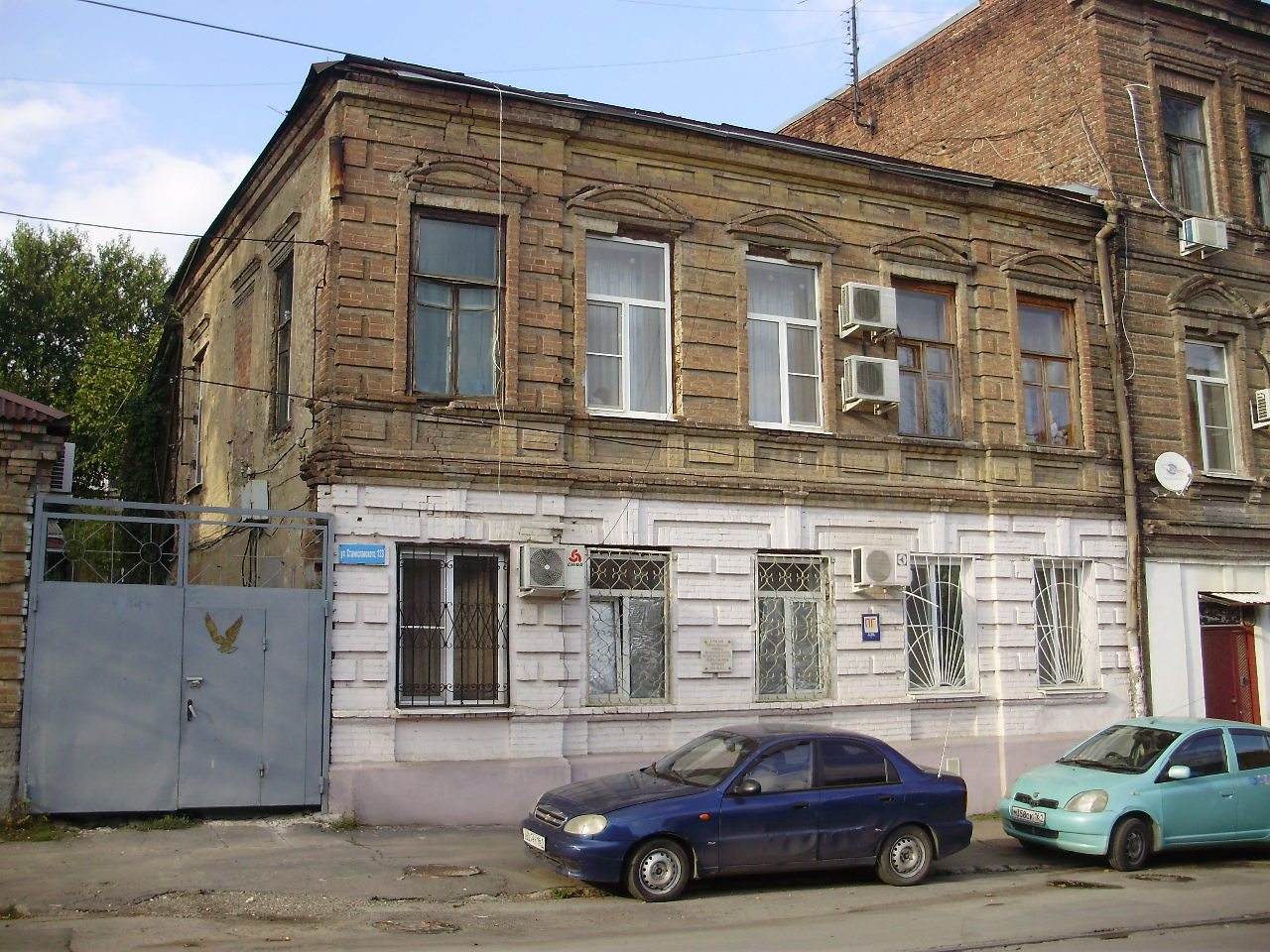
Дом, где жила Черская

д. 133 — Мавра Черская.